# Ringriderfesten i Viborg 1925
|  | Denne artikel er oprettet af botten Steenthbot ud fra en ekstern database. Den kan derfor have sproglige fejl eller mangler. Denne skabelon kan fjernes efter kontrol af indholdet. |

Ringriderfesten i Viborg 1925 er en dansk dokumentarisk optagelse fra 1925.

## Handling
Ringridning i Viborg 1925. Deltagerne rider i optog gennem byen med hornorkester og masser af mennesker. På ringriderpladsen er tilskuerne troppet op for at følge dysten til hest.